# Phostria piasusalis
Phostria piasusalis là một loài bướm đêm trong họ Crambidae.